# 青森山田学園Go!Go!全力投球
『青森山田学園Go!Go!全力投球』（あおもりやまだがくえんゴーゴーぜんりょくとうきゅう）は、エフエム青森で放送されていたトーク番組である。放送時間は毎週金曜 15:30 - 15:55 （日本標準時）。

## 概要
青森山田中学高等学校の当時の理事長・木村隆文を迎えてのトークが中心。山田学園の生徒などがゲスト出演する回もあった。コンセプトは「音楽、教育、文化などカルチュラルなおしゃべりの25分」。
番組は、2001年秋に『Friday Teatime Avenue』（フライデーティータイムアベニュー）と題してスタート。長らくこのタイトルで放送され続けたが、2008年にタイトルを表題通りの表記に改めた。
理事長の木村が2011年11月28日に死去したため、番組は放送済みの同年11月25日放送分をもって打ち切りになり、同年12月からは同時間帯で『森田正光・井坂綾の天気部屋〜予報士さん、教えて!〜』（JAPAN FM NETWORK製作）が放送された。12月2日放送予定の回も収録済みだったが、番組はあくまで木村を中心人物としていたことからお蔵入りになった。

## パーソナリティ
- 木村隆文（2001年 - 2011年）
- 鈴木育子（2001年 - 2009年[6]） - 出演当時、鈴木は金曜13:55枠のミニ番組『ドクターズ・カフェ』も担当していたため、毎回番組の冒頭で「改めましてこんにちは」と挨拶していた。
- 境香織（2009年[6][7] - 2011年）

## 関連番組
本番組以前にエフエム青森で放送されていた青森山田学園関連の番組。
- Yamada High School Ride on High （1999年度） - パート1・パート2の2部構成の5分番組。
- こちらおしゃべり中等部 POWER OF SCHOOL （2000年度） - 木曜 20:00 - 20:55に放送。略称は「こちパワ」。